# 양남자쇼
《양남자쇼》는 대한민국에서 방영된 텔레비전 프로그램이다. 시즌 1은 2016년 11월 17일부터 12월 29일까지 《양남자쇼》라는 이름으로 양세형과 에릭 남이 진행하였다. 시즌 2는 《신양남자쇼》라는 이름으로 기존의 양세형, 에릭 남에 이어 장도연이 새로 진행자로 추가되어 2017년 2월 23일부터 4월 13일까지 방영되었다.